# CF La Nucía
CF La Nucía is een Spaanse voetbalclub uit La Nucía in de provincie Alicante.
Tijdens het overgangsjaar 2020-2021 van de Segunda División B zou de ploeg een plaatsje kunnen afdwingen in de nieuw opgerichte Segunda División RFEF.  Dit hield wel in dat de ploeg een niveau zakte, van het derde naar het vierde.  Tijdens het seizoen 2021-2022 werd de ploeg na streekgenoot CF Intercity vice kampioen en kon zich zo plaatsen voor de eindronde.  Daar werd eerst CD Coria met 2-0 uitgeschakeld, waarna de ploeg in de finale met 2-1 te sterk was van Arenas Club de Getxo.  Zo speelt de ploeg vanaf seizoen 2022-2023 in de Primera División RFEF, of het nieuwe derde niveau van het Spaans voetbal.  De twee volgende seizoenen volgde twee degradaties.  Tijdens seizoen 2022-2023 eindigde de ploeg zeventiende, met een degradatie naar Segunda Federación als gevolg en het daaropvolgende seizoen 2023-2024 eindigde de ploeg allerlaatste.  Zo speelt de ploeg vanaf seizoen 2024-2025 in de Tercera Federación.
CD Alcoyano ·
Atzeneta UE ·
FC Andorra ·
CF Badalona ·
FC Barcelona Atlètic ·
UE Cornellà ·
RCD Espanyol B ·
Gimnàstic · 
Hércules CF · 
UD Ibiza ·
CF La Nucía ·
Atlético Levante UD ·
CE L'Hospitalet ·
UE Llagostera ·
Club Lleida Esportiu · 
UE Olot · 
Orihuela CF ·
SCR Peña Deportiva ·
AE Prat ·
Valencia CF Mestalla · 
Villarreal CF B ·